# Semine
Semine – rzeka we Francji, przepływająca przez tereny departamentów Jura i Ain, o długości 25,8 km. Stanowi prawobrzeżny dopływ rzeki Valserine.
Cały tok rzeki znajduje się w górach Jura. Źródła na wysokości ok. 1190 m n.p.m. w miejscowości La Pesse. Spływa krętą, miejscami wąską i głęboką doliną o stromych zboczach, generalnie w kierunku południowym. Zasilana jest licznymi, niezbyt długimi, częściowo okresowymi potokami. Uchodzi do Valserine w miejscowości Châtillon-en-Michaille. Poczynając od La Pesse, jej wody są w wielu miejscach pobierane do celów komunalnych.